# Louvilliers-lès-Perche
Louvilliers-lès-Perche é uma comuna francesa na região administrativa do Centro, no departamento Eure-et-Loir. Estende-se por uma área de 14,25 km². Em 2010 a comuna tinha 183 habitantes (densidade: 12,8 hab./km²).